# 2017年の日本シリーズ
2017年の日本シリーズ（2017ねんのにっぽんシリーズ、2017ねんのにほんシリーズ）は、2017年（平成29年）10月28日から11月4日まで開催された横浜DeNAベイスターズ（以下、DeNA）と福岡ソフトバンクホークス（以下、ソフトバンク）による第68回日本選手権シリーズである。

## 概要
2014年から4年連続で、NPBパートナーの三井住友フィナンシャルグループ（三井住友銀行、SMBC）を冠スポンサーに迎え「SMBC日本シリーズ2017」として開催された。
ソフトバンクは2015年以来2年ぶりとなる日本シリーズ出場、一方のDeNAは2010年の千葉ロッテマリーンズ以来2球団目、セ・リーグでは初めてリーグ3位からクライマックスシリーズを勝ち上がり、1998年以来19年ぶりとなる日本シリーズ出場を決めた。リーグ優勝チームではない球団の日本シリーズ出場は、2014年の阪神タイガース（同年のセ・リーグクライマックスシリーズ優勝・レギュラーシーズンはリーグ2位）以来3年ぶり。また、ソフトバンクとDeNAの組み合わせは両球団の前身も含め初めてとなった。これにより2015年以来日本シリーズは初対戦の組み合わせが史上最長の3年連続となった（翌2018年に4年連続に記録更新）。出場する両チーム親会社がIT企業同士の組み合わせも史上初である。なおソフトバンクの工藤公康監督と主将の内川聖一はいずれもDeNA前身の横浜に選手として在籍経験があり、古巣との対戦となった。
このシリーズでセ・リーグ6球団は全て、21世紀になってから1度は日本シリーズ出場を果たしたことになった。同一の十年代でセ・リーグ6球団が全て日本シリーズに1度は進出したのも初めてのことである。
2018年から延長戦が12回までに短縮されたことにより、延長15回制限はこの年が最後となった。また平成時代でのリーグ優勝球団の日本一は今大会が最後となった。パ・リーグの日本シリーズ5連覇もこれが初となり、その後2020年の8連覇まで記録更新を続けた。
今シリーズはDeNAが2勝して本拠地横浜スタジアムでのソフトバンクの日本一を阻止したため、横浜スタジアムはセ・リーグの本拠地で唯一、ホークスが前身の南海やダイエー時代を含めて日本一の胴上げの経験がない
球場となっている（2024年終了時点）。

### 試合日程
| 日付                                            | 試合   | ビジター球団（先攻）     | スコア | ホーム球団（後攻）       | 開催球場             |
| ----------------------------------------------- | ------ | ------------------------ | ------ | ------------------------ | -------------------- |
| 10月28日（土）                                  | 第1戦  | 横浜DeNAベイスターズ     | 1 - 10 | 福岡ソフトバンクホークス | 福岡 ヤフオク!ドーム |
| 10月29日（日）                                  | 第2戦  | 横浜DeNAベイスターズ     | 3 - 4  | 福岡ソフトバンクホークス | 福岡 ヤフオク!ドーム |
| 10月30日（月）                                  | 移動日 | 移動日                   | 移動日 | 移動日                   | 移動日               |
| 10月31日（火）                                  | 第3戦  | 福岡ソフトバンクホークス | 3 - 2  | 横浜DeNAベイスターズ     | 横浜スタジアム       |
| 11月1日（水）                                   | 第4戦  | 福岡ソフトバンクホークス | 0 - 6  | 横浜DeNAベイスターズ     | 横浜スタジアム       |
| 11月2日（木）                                   | 第5戦  | 福岡ソフトバンクホークス | 4 - 5  | 横浜DeNAベイスターズ     | 横浜スタジアム       |
| 11月3日（金）                                   | 移動日 | 移動日                   | 移動日 | 移動日                   | 移動日               |
| 11月4日（土）                                   | 第6戦  | 横浜DeNAベイスターズ     | 3 - 4x | 福岡ソフトバンクホークス | 福岡 ヤフオク!ドーム |
| 優勝：福岡ソフトバンクホークス （2年ぶり8回目） |        |                          |        |                          |                      |

※いずれかのチームが4勝先取した時点で、日本シリーズは終了とする。
※第5戦以前に中止試合が発生した場合、第5戦と第6戦の間の移動日は設けない（ただし「広島東洋カープ対東北楽天ゴールデンイーグルス」の組み合わせになった場合には、中止試合が発生した場合でも第5戦と第6戦の間の移動日は設けることとなっていた）。
※パ・リーグのホームゲーム（第1・2・6戦）では指名打者制を採用（行われるはずだった第7戦でも）。また、監督会議にてソフトバンク・工藤公康監督が予告先発の採用を提案したが、DeNA・アレックス・ラミレス監督が拒否したため、予告先発は行わない。
※試合中に全国瞬時警報システム（Jアラート）が発信された場合は、安全確認が取れるまで試合中断となる。なお、プレー進行中の場合はプレー終了後中断となる。また横浜スタジアム開催試合では、同球場が2020年東京オリンピックの会場に選ばれた事と、アメリカ合衆国大統領ドナルド・トランプの訪日（11月5日から7日まで）に伴う首都圏警備強化により、神奈川県警察がテロ対策として球場周辺に機動隊を配置するなど、厳戒態勢が敷かれた。

#### 試合開始時刻
いずれも18:30。ただし、行われなかった第7戦については18:15開始を予定していた。

### クライマックスシリーズからの勝ち上がり表
|  | CS1st                  | CS1st  |                                                                    |        | CSファイナル     | CSファイナル |                          |        | 日本選手権シリーズ | 日本選手権シリーズ |
|  |                        |        |                                                                    |        |                  |              |                          |        |                    |                    |
|  |                        |        |                                                                    |        |                  |              |                          |        |                    |                    |
|  |                        |        |                                                                    |        |                  |              |                          |        |                    |                    |
|  |                        |        |                                                                    |        |                  |              |                          |        |                    |                    |
|  |                        |        | （6戦4勝制＜含・アドバンテージ1＞） MAZDA Zoom-Zoom スタジアム広島 |        |                  |              |                          |        |                    |                    |
|  |                        |        |                                                                    |        |                  |              |                          |        |                    |                    |
|  | 広島（セ優勝）         | ☆○●●●● |                                                                    |        |                  |              |                          |        |                    |                    |
|  | 広島（セ優勝）         | ☆○●●●● | （3戦2勝制） 阪神甲子園球場                                        |        |                  |              |                          |        |                    |                    |
|  |                        |        | DeNA                                                               | ★●○○○○ |                  |              |                          |        |                    |                    |
|  | 阪神（セ2位）          | ○●●    | DeNA                                                               | ★●○○○○ |                  |              |                          |        |                    |                    |
|  | 阪神（セ2位）          | ○●●    | （7戦4勝制） 横浜スタジアム 福岡 ヤフオク!ドーム                   |        |                  |              |                          |        |                    |                    |
|  | DeNA（セ3位）          | ●○○    |                                                                    |        |                  |              |                          |        |                    |                    |
|  | DeNA（セ3位）          | ●○○    |                                                                    |        | DeNA（セCS優勝） | ●●●○○●       |                          |        |                    |                    |
|  |                        |        |                                                                    |        | DeNA（セCS優勝） | ●●●○○●       |                          |        |                    |                    |
|  |                        |        |                                                                    |        |                  |              | ソフトバンク（パCS優勝） | ○○○●●○ |                    |                    |
|  |                        |        |                                                                    |        |                  |              | ソフトバンク（パCS優勝） | ○○○●●○ |                    |                    |
|  |                        |        | （6戦4勝制＜含・アドバンテージ1＞） 福岡ヤフオク!ドーム            |        |                  |              |                          |        |                    |                    |
|  |                        |        |                                                                    |        |                  |              |                          |        |                    |                    |
|  | ソフトバンク（パ優勝） | ☆●●○○○ |                                                                    |        |                  |              |                          |        |                    |                    |
|  | ソフトバンク（パ優勝） | ☆●●○○○ | （3戦2勝制） メットライフドーム                                    |        |                  |              |                          |        |                    |                    |
|  |                        |        | 楽天                                                               | ★○○●●● |                  |              |                          |        |                    |                    |
|  | 西武（パ2位）          | ○●●    | 楽天                                                               | ★○○●●● |                  |              |                          |        |                    |                    |
|  | 西武（パ2位）          | ○●●    |                                                                    |        |                  |              |                          |        |                    |                    |
|  | 楽天（パ3位）          | ●○○    |                                                                    |        |                  |              |                          |        |                    |                    |
|  | 楽天（パ3位）          | ●○○    |                                                                    |        |                  |              |                          |        |                    |                    |

☆・★=クライマックスシリーズ・ファイナルのアドバンテージ1勝・1敗分

## 出場資格者
| 福岡ソフトバンクホークス | 福岡ソフトバンクホークス | 福岡ソフトバンクホークス       | 福岡ソフトバンクホークス | 福岡ソフトバンクホークス |
| 役職                     | 背番号                   | 名前                           | 投                       | 打                       |
| ------------------------ | ------------------------ | ------------------------------ | ------------------------ | ------------------------ |
| 監督                     | 81                       | 工藤公康                       | -                        | -                        |
| コーチ                   | 79                       | 達川光男（ヘッド）             | -                        | -                        |
| コーチ                   | 70                       | 佐藤義則（チーフ投手）         | -                        | -                        |
| コーチ                   | 98                       | 髙村祐（投手）                 | -                        | -                        |
| コーチ                   | 83                       | 立花義家（打撃）               | -                        | -                        |
| コーチ                   | 76                       | 藤本博史（打撃）               | -                        | -                        |
| コーチ                   | 88                       | 鳥越裕介（内野守備走塁）       | -                        | -                        |
| コーチ                   | 93                       | 村松有人（外野守備走塁）       | -                        | -                        |
| コーチ                   | 84                       | 清水将海（バッテリー）         | -                        | -                        |
| コーチ                   | 86                       | 森浩之（作戦兼バッテリー補佐） | -                        | -                        |
| コーチ                   | 94                       | 倉野信次（投手統括）           | -                        | -                        |
| 投手                     | 11                       | 中田賢一                       | 右                       | 右                       |
| 投手                     | 16                       | 東浜巨                         | 右                       | 右                       |
| 投手                     | 17                       | 岩嵜翔                         | 右                       | 右                       |
| 投手                     | 20                       | 寺原隼人                       | 右                       | 右                       |
| 投手                     | 21                       | 和田毅                         | 左                       | 左                       |
| 投手                     | 29                       | 石川柊太                       | 右                       | 右                       |
| 投手                     | 30                       | 武田翔太                       | 右                       | 右                       |
| 投手                     | 35                       | L.モイネロ                     | 左                       | 左                       |
| 投手                     | 38                       | 森唯斗                         | 右                       | 右                       |
| 投手                     | 41                       | 千賀滉大                       | 右                       | 左                       |
| 投手                     | 44                       | R.バンデンハーク               | 右                       | 右                       |
| 投手                     | 48                       | 岡本健                         | 右                       | 右                       |
| 投手                     | 50                       | 攝津正                         | 右                       | 右                       |
| 投手                     | 53                       | 五十嵐亮太                     | 右                       | 右                       |
| 投手                     | 57                       | 嘉弥真新也                     | 左                       | 左                       |
| 投手                     | 58                       | D.サファテ                     | 右                       | 右                       |
| 投手                     | 67                       | 笠谷俊介                       | 左                       | 左                       |
| 捕手                     | 12                       | 髙谷裕亮                       | 右                       | 左                       |
| 捕手                     | 22                       | 斐紹                           | 右                       | 左                       |
| 捕手                     | 31                       | 栗原陵矢                       | 右                       | 左                       |
| 捕手                     | 33                       | 鶴岡慎也                       | 右                       | 右                       |
| 捕手                     | 62                       | 甲斐拓也                       | 右                       | 右                       |
| 内野手                   | 0                        | 髙田知季                       | 右                       | 左                       |
| 内野手                   | 2                        | 今宮健太                       | 右                       | 右                       |
| 内野手                   | 3                        | 松田宣浩                       | 右                       | 右                       |
| 内野手                   | 4                        | 川島慶三                       | 右                       | 右                       |
| 内野手                   | 8                        | 明石健志                       | 右                       | 左                       |
| 内野手                   | 46                       | 本多雄一                       | 右                       | 左                       |
| 内野手                   | 69                       | 曽根海成                       | 右                       | 左                       |
| 外野手                   | 1                        | 内川聖一                       | 右                       | 右                       |
| 外野手                   | 6                        | 吉村裕基                       | 右                       | 右                       |
| 外野手                   | 7                        | 中村晃                         | 左                       | 左                       |
| 外野手                   | 9                        | 柳田悠岐                       | 右                       | 左                       |
| 外野手                   | 23                       | 城所龍磨                       | 右                       | 左                       |
| 外野手                   | 24                       | 長谷川勇也                     | 右                       | 左                       |
| 外野手                   | 32                       | 塚田正義                       | 右                       | 右                       |
| 外野手                   | 37                       | 福田秀平                       | 右                       | 左                       |
| 外野手                   | 43                       | 江川智晃                       | 右                       | 右                       |
| 外野手                   | 51                       | 上林誠知                       | 右                       | 左                       |
| 外野手                   | 54                       | A.デスパイネ                   | 右                       | 右                       |

| 横浜DeNAベイスターズ | 横浜DeNAベイスターズ | 横浜DeNAベイスターズ     | 横浜DeNAベイスターズ | 横浜DeNAベイスターズ |
| 役職                 | 背番号               | 名前                     | 投                   | 打                   |
| -------------------- | -------------------- | ------------------------ | -------------------- | -------------------- |
| 監督                 | 80                   | A.ラミレス               | -                    | -                    |
| コーチ               | 83                   | 青山道雄（総合）         | -                    | -                    |
| コーチ               | 73                   | 小川博文（打撃）         | -                    | -                    |
| コーチ               | 77                   | 坪井智哉（打撃）         | -                    | -                    |
| コーチ               | 76                   | 篠原貴行（投手）         | -                    | -                    |
| コーチ               | 73                   | 木塚敦志（投手）         | -                    | -                    |
| コーチ               | 82                   | 万永貴司（内野守備走塁） | -                    | -                    |
| コーチ               | 75                   | 上田佳範（外野守備走塁） | -                    | -                    |
| コーチ               | 90                   | 光山英和（バッテリー）   | -                    | -                    |
| 投手                 | 14                   | 石田健大                 | 左                   | 左                   |
| 投手                 | 15                   | 井納翔一                 | 右                   | 右                   |
| 投手                 | 17                   | 三嶋一輝                 | 右                   | 両                   |
| 投手                 | 19                   | 山﨑康晃                 | 右                   | 右                   |
| 投手                 | 20                   | 須田幸太                 | 右                   | 右                   |
| 投手                 | 21                   | 今永昇太                 | 左                   | 左                   |
| 投手                 | 26                   | 濵口遥大                 | 左                   | 左                   |
| 投手                 | 28                   | 福地元春                 | 左                   | 左                   |
| 投手                 | 29                   | 尾仲祐哉                 | 右                   | 左                   |
| 投手                 | 30                   | 飯塚悟史                 | 右                   | 左                   |
| 投手                 | 34                   | 平田真吾                 | 右                   | 右                   |
| 投手                 | 35                   | 三上朋也                 | 右                   | 右                   |
| 投手                 | 46                   | 田中健二朗               | 左                   | 左                   |
| 投手                 | 47                   | 砂田毅樹                 | 左                   | 左                   |
| 投手                 | 53                   | S.パットン               | 右                   | 右                   |
| 投手                 | 56                   | J.ウィーランド           | 右                   | 右                   |
| 投手                 | 62                   | E.エスコバー             | 左                   | 左                   |
| 投手                 | 68                   | 藤岡好明                 | 右                   | 左                   |
| 捕手                 | 10                   | 戸柱恭孝                 | 右                   | 左                   |
| 捕手                 | 32                   | 髙城俊人                 | 右                   | 右                   |
| 捕手                 | 39                   | 嶺井博希                 | 右                   | 右                   |
| 内野手               | 2                    | J.ロペス                 | 右                   | 右                   |
| 内野手               | 5                    | 倉本寿彦                 | 右                   | 左                   |
| 内野手               | 6                    | 白崎浩之                 | 右                   | 右                   |
| 内野手               | 7                    | 石川雄洋                 | 右                   | 左                   |
| 内野手               | 31                   | 柴田竜拓                 | 右                   | 左                   |
| 内野手               | 38                   | 山下幸輝                 | 右                   | 左                   |
| 内野手               | 44                   | 佐野恵太                 | 右                   | 左                   |
| 内野手               | 51                   | 宮﨑敏郎                 | 右                   | 右                   |
| 内野手               | 55                   | G.後藤武敏               | 右                   | 右                   |
| 内野手               | 67                   | 田中浩康                 | 右                   | 右                   |
| 内野手               | 98                   | A.シリアコ               | 右                   | 右                   |
| 外野手               | 3                    | 梶谷隆幸                 | 右                   | 左                   |
| 外野手               | 4                    | 荒波翔                   | 右                   | 左                   |
| 外野手               | 25                   | 筒香嘉智                 | 右                   | 左                   |
| 外野手               | 33                   | 乙坂智                   | 右                   | 左                   |
| 外野手               | 37                   | 桑原将志                 | 右                   | 右                   |
| 外野手               | 52                   | 細川成也                 | 右                   | 右                   |
| 外野手               | 60                   | 白根尚貴                 | 右                   | 右                   |
| 外野手               | 63                   | 関根大気                 | 左                   | 左                   |

## 試合結果

### 第1戦
|              | 1 | 2 | 3 | 4 | 5 | 6 | 7 | 8 | 9 | R  | H | E |
| ------------ | - | - | - | - | - | - | - | - | - | -- | - | - |
| DeNA         | 0 | 0 | 0 | 0 | 1 | 0 | 0 | 0 | 0 | 1  | 6 | 1 |
| ソフトバンク | 1 | 2 | 0 | 0 | 7 | 0 | 0 | 0 | X | 10 | 9 | 1 |

1. De：井納（4回1/3）、田中健（0回2/3）、須田（1回）、平田（1回）、砂田（1回）
2. ソ：千賀（7回）、森（1回）、嘉弥真（0回2/3）、寺原（0回1/3）
3. 勝利：千賀 1勝
4. 敗戦：井納 1敗
5. 本塁打
ソ：長谷川勇 1号（2回裏2ラン）
6. 審判
［球審］深谷
［塁審］一塁：土山、二塁：橘髙、三塁：牧田
［外審］左翼：津川、右翼：西本[6]
7. 試合時間:3時間13分 観客:36,183人[7]

ソフトバンクが2桁得点で大勝した。1回にデスパイネの左前適時打で1点を先制。2回には長谷川の本塁打で2点を追加、5回には7点を加えて突き放した。DeNAは先発の井納が打たれ、得点も桑原の遊ゴロの間に生還した1点に留まった。
国歌独唱はEXILEのTAKAHIRO。世界体操女子種目別ゆかで金メダルを獲得した村上茉愛（日本体育大学）が始球式を行い、バック転のパフォーマンスも披露した。

### 第2戦
|              | 1 | 2 | 3 | 4 | 5 | 6 | 7 | 8 | 9 | R | H | E |
| ------------ | - | - | - | - | - | - | - | - | - | - | - | - |
| DeNA         | 0 | 0 | 0 | 0 | 0 | 3 | 0 | 0 | 0 | 3 | 5 | 1 |
| ソフトバンク | 1 | 0 | 0 | 0 | 0 | 0 | 3 | 0 | X | 4 | 8 | 0 |

1. De：今永（6回）、三上（0回1/3）、砂田（0回0/3）、パットン（0回2/3）、エスコバー（1回）
2. ソ：東浜（5回1/3）、嘉弥真（0回1/3）、森（0回1/3）、石川（1回）、モイネロ（1回）、サファテ（1回）
3. 勝利：石川 1勝
4. セーブ：サファテ 1S
5. 敗戦：パットン 1敗
6. 本塁打
De：梶谷 1号（6回表ソロ）、宮﨑 1号（6回表2ラン）
7. 審判
［球審］牧田
［塁審］一塁：橘髙、二塁：津川、三塁：西本
［外審］左翼：秋村、右翼：土山
8. 試合時間:3時間56分  観客:36,082人[10]

ソフトバンクが連勝した。デスパイネの左前適時打でソフトバンクが第1戦と同じような流れで先制するが、DeNAは6回に梶谷と宮崎の本塁打で逆転に成功する。しかしソフトバンクがDeNAの中継ぎ陣を攻め立て、中村の右前適時打で3塁走者が生還して同点となり、さらに逆転を狙った2塁走者の今宮がホームでアウトになった。しかし、ビデオ判定に縺れた末に今宮の生還が認められ再逆転し、最後はサファテで逃げ切った。DeNAの先発・今永も粘りの投球を見せたが報われず、敗戦投手のパットンは併殺打と思われた打球が倉本の拙守で1つのアウトも取れず、先述の逆転打に繋がった。
大会スポンサーである三井住友銀行のイメージキャラクターを務める女優の吉高由里子が始球式を担当した。

### 第3戦
|              | 1 | 2 | 3 | 4 | 5 | 6 | 7 | 8 | 9 | R | H | E |
| ------------ | - | - | - | - | - | - | - | - | - | - | - | - |
| ソフトバンク | 1 | 0 | 0 | 2 | 0 | 0 | 0 | 0 | 0 | 3 | 7 | 0 |
| DeNA         | 0 | 0 | 0 | 1 | 0 | 1 | 0 | 0 | 0 | 2 | 7 | 0 |

1. ソ：武田（4回1/3）、石川（1回）、嘉弥真（0回0/3）、森（0回2/3）、モイネロ（1回）、岩嵜（1回）、サファテ（1回）
2. De：ウィーランド（5回1/3）、砂田（0回2/3）、エスコバー（1回）、井納（1回）、パットン（1回）
3. 勝利：石川 2勝
4. セーブ：サファテ 2S
5. 敗戦：ウィーランド 1敗
6. 本塁打
De：ロペス 1号（4回裏ソロ）
7. 審判
［球審］西本
［塁審］一塁：津川、二塁：秋村、三塁：土山
［外審］左翼：深谷、右翼：橘髙
8. 試合時間:3時間53分  観客:27,153人[12]

1回に内川が右中間フェンス直撃の適時二塁打を放ち、3戦連続でソフトバンクが先制した。4回には伏兵・髙谷の中前適時打で2点を加えた。DeNAはその裏、ロペスの左翼ボール側への本塁打で1点を返すと、6回の好機では倉本が前の試合のミスを帳消しにする執念の内野安打で1点差に詰め寄った。しかし、続く桑原の良い当たりは右翼手の正面に飛び、反撃もここまでに終わった。これでソフトバンクが日本一に王手をかけた一方、DeNAは過去2度の日本シリーズで負けがなかった本拠地でも敗北を喫した。なお、ソフトバンクは3試合続けて育成出身の投手が勝利投手となった。石川の今シリーズ2勝目は育成出身選手として初の快挙であった。
DeNAは前身球団である大洋、横浜時代を通じ過去日本シリーズにおいて本拠地では5戦無敗（ただし大洋時代は川崎球場）だったが、この試合で日本シリーズ本拠地初の敗戦を喫した。
国歌斉唱は神奈川フィルハーモニー管弦楽団の演奏で行われ、1998年の日本シリーズ当時横浜のクローザーを務めた「ハマの大魔神」こと佐々木主浩が始球式を行った。

### 第4戦
|              | 1 | 2 | 3 | 4 | 5 | 6 | 7 | 8 | 9 | R | H  | E |
| ------------ | - | - | - | - | - | - | - | - | - | - | -- | - |
| ソフトバンク | 0 | 0 | 0 | 0 | 0 | 0 | 0 | 0 | 0 | 0 | 2  | 0 |
| DeNA         | 0 | 0 | 0 | 0 | 2 | 0 | 1 | 3 | X | 6 | 12 | 1 |

1. ソ：和田（5回）、石川（1回）、五十嵐（1回）、攝津（1回）
2. De：濵口（7回2/3）、パットン（0回1/3）、山﨑康（1回）
3. 勝利：濵口 1勝
4. 敗戦：和田 1敗
5. 本塁打
De：宮﨑 2号（5回裏ソロ）、髙城 1号（7回裏ソロ）
6. 審判
［球審］土山
［塁審］一塁：秋村、二塁：深谷、三塁：橘髙
［外審］左翼：牧田、右翼：津川
7. 試合時間:3時間02分 観客:27,162人[15]

DeNAがシリーズ初勝利。ルーキーの濵口が8回一死までノーヒットノーランの快投を見せ、シリーズ初出場の髙城が3打点とバッテリーの活躍が光った。ソフトバンクは4連勝での日本一は逃した。
世界パラ陸上ロンドンにて2種目で銅メダルを獲得した上與那原寛和が始球式を担当した。

### 第5戦
|              | 1 | 2 | 3 | 4 | 5 | 6 | 7 | 8 | 9 | R | H  | E |
| ------------ | - | - | - | - | - | - | - | - | - | - | -- | - |
| ソフトバンク | 1 | 0 | 0 | 0 | 3 | 0 | 0 | 0 | 0 | 4 | 11 | 1 |
| DeNA         | 0 | 0 | 0 | 2 | 0 | 3 | 0 | 0 | X | 5 | 6  | 1 |

1. ソ：バンデンハーク（5回1/3）、モイネロ（1回2/3）、岩嵜（1回）
2. De：石田（4回2/3）、三上（0回1/3）、砂田（1回）、エスコバー（1回）、パットン（0回2/3）、山﨑康（1回1/3）
3. 勝利：砂田 1勝
4. セーブ：山﨑康 1S
5. 敗戦：モイネロ 1敗
6. 本塁打
ソ：中村晃 1号（5回表2ラン）
De：筒香 1号（4回裏2ラン）
7. 審判
［球審］橘高
［塁審］一塁：深谷、二塁：牧田、三塁：津川
［外審］左翼：西本、右翼：秋村
8. 試合時間:3時間35分 観客:27,180人[16]

DeNAが接戦をものにし、横浜スタジアムでのソフトバンクの胴上げを阻止した。4回に筒香のシリーズ第1号本塁打で逆転するとその後再度リードを許したが、6回に再び筒香が適時二塁打を放ち、宮崎の中前適時打で同点とした。更に嶺井の二ゴロをソフトバンクの明石がファンブルし、再逆転に成功した。DeNAは8回表2死から抑えの山崎康を投入、ソフトバンク柳田を空振り三振に仕留め、9回も山崎が続投し抑えた。なお、この試合の勝利投手である砂田は育成出身であり、第1戦～第3戦に続く育成出身投手が勝利投手となる試合となった。

### 第6戦
|              | 1 | 2 | 3 | 4 | 5 | 6 | 7 | 8 | 9 | 10 | 11 | R  | H  | E |
| ------------ | - | - | - | - | - | - | - | - | - | -- | -- | -- | -- | - |
| DeNA         | 0 | 0 | 0 | 0 | 3 | 0 | 0 | 0 | 0 | 0  | 0  | 3  | 11 | 0 |
| ソフトバンク | 0 | 1 | 0 | 0 | 0 | 0 | 0 | 1 | 1 | 0  | 1x | 4x | 5  | 1 |

1. De：今永（7回0/3）、井納（0回1/3）、砂田（0回1/3）、パットン（0回1/3）、山﨑康（1回）、エスコバー（1回1/3）、三上（0回2/3）
2. ソ：東浜（4回1/3）、嘉弥真（0回1/3）、石川（0回1/3）、森（1回）、モイネロ（1回）、岩嵜（1回）、サファテ（3回）
3. 勝利：サファテ 1勝2S
4. 敗戦：エスコバー 1敗
5. 本塁打
De：白崎 1号（5回表ソロ）
ソ：松田 1号（2回裏ソロ）、内川 1号（9回裏ソロ）
6. 審判
［球審］津川
［塁審］一塁：牧田、二塁：西本、三塁：秋村
［外審］左翼：土山、右翼：深谷
7. 試合時間:4時間22分 観客:36,118人[18]

ソフトバンクがサヨナラ勝ちで日本一を掴んだ。ソフトバンクは2回、松田の本塁打で先制した。一方のDeNAも白崎の本塁打やロペスの左前適時打で逆転。9回に内川が山崎から起死回生の同点本塁打を放つと延長11回に川島が右前適時打で勝負を決めた。サファテは来日初となる3イニングを投げ、チームの勝利に大いに貢献した。DeNAの今永は再び好投したものの、リリーフ陣が打たれた。
ソフトバンクはこれで2年ぶり8度目の日本一となり、優勝回数は巨人の22回、西武（前身の西鉄を含む）の13回に次ぐ歴代3位となった。また本拠地で開催された3試合に全て勝利したことから、2011年対中日第7戦以降日本シリーズ本拠地9連勝を達成し1987年-1991年の西武、および1995年-2015年のヤクルトによる本拠地8連勝を抜き、1970年-1973年（V9最後の4年）にかけて巨人が達成した本拠地10連勝（当時は後楽園球場）に次ぐ歴代2位となった。DeNAは、前身である大洋ホエールズの球団創設以来初めて日本シリーズにおける敗退を経験した。さらに史上初めて「セ・リーグ6球団とも最後に出場した日本シリーズで敗退」となった。「日本シリーズ未出場または」を付け加えても第1回日本シリーズでセ・リーグ代表の松竹が敗退した年（1950年）以来である。また、2014年の阪神に続く「下克上チームの敗退」となった。なお、サヨナラゲームでの日本一決定は1950年の毎日（松竹のエラー）、1965年の巨人（土井正三のタイムリー）、1988年の西武（伊東勤のタイムリー）に次いで29年ぶり4チーム目、平成以降では初となった。ソフトバンク監督の工藤は、投手出身の監督として藤田元司（巨人）以来2人目となる2度目の日本シリーズ優勝を達成した監督となった。
NPBガールズトーナメント2017にFUKUOKAガールズのエースとして出場した、当時八女市立星野小学校6年の児童が始球式を担当した。

## 表彰選手
- 最高殊勲選手賞（MVP）：デニス・サファテ（ソフトバンク）
  - 第2戦、第3戦でセーブを挙げ、日本一となった第6戦では3イニングを投げ、勝利投手に。投手として2セーブ以上を挙げMVPとなった、および日本シリーズ1勝のみでMVPとなったのは1975年の山口高志（阪急）、1986年の工藤公康（西武）以来3人目、救援登板のみで日本シリーズMVPを獲得したのは、1982年の東尾修（西武）以来2人目。日本シリーズでの外国籍選手のMVPは、2016年のブランドン・レアード（日本ハム）に次いで3年連続9人目で、投手に限ると1964年のジョー・スタンカ（南海）以来53年ぶり2人目。ソフトバンク（前身の南海、ダイエーを含む）の外国籍選手では、スタンカ、2015年の李大浩に次ぐ3人目となる[23]。なお、合計投球イニング数5回でのMVP受賞は2013年の美馬学（楽天）の11回2/3を大幅に下回る最少記録となった[24]。
- 敢闘選手賞：宮﨑敏郎（DeNA）
- 優秀選手賞（3名）：柳田悠岐、内川聖一（ソフトバンク）、濵口遥大（DeNA）

## 記録
※出典：
- 2013年から5年連続、パ・リーグ代表チームが日本シリーズを制した。今まで記録したリーグ最長記録の4連覇を更新。

### 個人
- シリーズ最多奪三振：21（今永昇太・DeNA）

## テレビ・ラジオ放送およびネット配信

### テレビ放送
第1戦（10月28日）
- TBS系列≪地上波≫
  - 放送時間
    - 第1部…18:00 - 18:32[注 7]
    - 第2部…18:32 - 21:55（番組全体で55分延長）
- NHK BS1≪BS放送≫
  - 放送時間：18:15 - 22:00
- TBSチャンネル2 名作ドラマ・スポーツ・アニメ≪有料CS≫[26]
  - 放送時間：18:00 - 23:00

第2戦（10月29日）
- フジテレビ系列≪地上波≫
  - 放送時間：18:30 - 22:38（50分延長）
- NHK BS1≪BS放送≫
  - 放送時間：18:15 -
- フジテレビONE スポーツ・バラエティ≪有料CS≫[27]
  - 放送時間：18:30 - 23:00

第3戦（10月31日）
- TBS系列≪地上波≫
  - 放送時間
    - 第1部…18:15 - 18:33
    - 第2部…18:33 - 22:32（番組全体で95分延長）
- TBSチャンネル2 名作ドラマ・スポーツ・アニメ≪有料CS≫[26]
  - 放送時間：18:15 - 23:30

第4戦（11月1日）
- TBS系列≪地上波≫
  - 放送時間
    - 第1部…18:15 - 18:32
    - 第2部…18:32 - 21:47
    - 第3部…21:47 - 22:00
- NHK BS1≪BS放送≫
  - 放送時間：18:15 - 21:50
- TBSチャンネル2 名作ドラマ・スポーツ・アニメ≪有料CS≫[26]
  - 放送時間：18:15 - 23:30

第5戦（11月2日）
- TBS系列≪地上波≫
  - 放送時間
    - 第1部…18:15 - 18:32
    - 第2部…18:32 - 22:15（番組全体で15分延長）
- TBSチャンネル2 名作ドラマ・スポーツ・アニメ≪有料CS≫[26]
  - 放送時間：18:15 - 23:30

第6戦（11月4日）
- テレビ朝日系列≪地上波≫
  - 放送時間：18:30 - 21:54（60分延長）[注 8]
- NHK BS1≪BS放送≫
  - 放送時間：18:15 -
- テレ朝チャンネル2 ニュース・情報・スポーツ≪有料CS≫
  - 放送時間：11月5日 0:00 - 4:30（4日深夜、中継録画）[28]

※第7戦が行われた場合、日本テレビ系列≪地上波≫・NHK BS1≪BS放送≫・日テレジータス≪有料CS≫にて放送予定であった

#### 今大会の視聴率
- 今大会のテレビ中継における平均視聴率については以下の通り
  - 関東地区（ビデオリサーチ調べ、関東地区・世帯・リアルタイム）
    - 第1戦・第1部：9.8%（TBSテレビ）
    - 同・第2部：9.8%（TBSテレビ）
    - 第2戦：11.2%（フジテレビ）
    - 第3戦・第1部：7.7%（TBSテレビ）
    - 同・第2部：13.9%（TBSテレビ）
    - 第4戦・第1部：6.1%（TBSテレビ）
    - 同・第2部：12.8%（TBSテレビ）
    - 同・第3部：8.9%（TBSテレビ）
    - 第5戦・第1部：7.3%（TBSテレビ）
    - 同・第2部：15.6%（TBSテレビ）
    - 第6戦：15.3%（テレビ朝日）

- - 北部九州地区（ビデオリサーチ調べ、北部九州地区・世帯・リアルタイム）
    - 第1戦・第1部：20.9%（RKB毎日放送）
    - 同・第2部：26.3%（RKB毎日放送）
    - 第2戦：25.5%（テレビ西日本）
    - 第3戦・第1部：17.7%（RKB毎日放送）
    - 同・第2部：31.8%（RKB毎日放送）
    - 第4戦・第1部：15.8%（RKB毎日放送）
    - 同・第2部：25.0%（RKB毎日放送）
    - 同・第3部：9.6%（RKB毎日放送）
    - 第5戦・第1部：17.7%（RKB毎日放送）
    - 同・第2部：32.3%（RKB毎日放送）
    - 第6戦：27.3%（九州朝日放送）

### ラジオ放送
- JRNナイターの制作は、福岡開催分をRKB毎日放送、横浜開催分をTBSラジオが担当。また、RKB毎日放送は横浜開催分も自社制作を行い、福岡県ローカルで放送。
- NRNナイターの制作は、福岡開催分を九州朝日放送（KBC）、横浜開催分のうち第4戦をニッポン放送（LF）、第3戦と第5戦を文化放送（QR）が担当する。また、九州朝日放送は横浜開催分も自社制作を行い、福岡県ローカルで放送。
- ニッポン放送（LF）は全試合、文化放送（QR）は第1戦と第7戦（九州朝日放送からのネット受けで対応）以外の試合を自社制作。
- NHKラジオ第1放送は、全試合を中継した（IPサイマルラジオサービス2者（「NHKネットラジオ らじる★らじる」、及び、民放ラジオポータルサイト「radiko（関東広域圏・仙台・広島・福岡・松山のみの実験配信[30]）」と併用）。
- 今年のクライマックスシリーズ(CS)では、中日ドラゴンズが出場しなかったため中継を見送っていたCBCラジオは日本シリーズよりJRNネット受けを再開した。
- 北海道放送（HBC）は北海道日本ハムファイターズが、東北放送（TBC）は東北楽天ゴールデンイーグルスが、ラジオ日本は読売ジャイアンツがそれぞれ出場しないため局の方針により放送しなかった。また中国放送（RCC）は広島出場時のビジター側も含めた全試合の自社制作を予定し、radikoなどの電子番組表にも一度は出演予定の解説者とアナウンサーを掲載していたが、クライマックスシリーズファイナルステージでの敗退に伴い土曜日・日曜日開催分は通常編成に変更し、平日開催分のみJRNネットで中継を行った。
- TBSラジオは同年限りでプロ野球中継から撤退したため、最後の日本シリーズ中継となった。

第1戦（10月28日）
- NHKラジオ第1≪全国放送≫
- RKB毎日放送≪JRN…TBSラジオ・CBCラジオ・朝日放送（ABC）他≫
- 九州朝日放送（KBC）≪NRN…文化放送（QR）・STVラジオ・東海ラジオ（SF）・毎日放送（MBS）≫
- ニッポン放送（LF）≪関東広域圏ローカル≫

第2戦（10月29日）
- NHKラジオ第1≪全国放送≫
- RKB毎日放送≪JRN…TBSラジオ・CBCラジオ・朝日放送（ABC）他≫
- 九州朝日放送（KBC）≪NRN…STVラジオ・東海ラジオ（SF）・毎日放送（MBS）≫
- ニッポン放送（LF）≪関東広域圏ローカル≫
- 文化放送（QR）≪関東広域圏ローカル≫

第3戦（10月31日）
- NHKラジオ第1≪全国放送≫
- TBSラジオ≪JRN…CBCラジオ・毎日放送（MBS）・中国放送（RCC）他≫
- ニッポン放送（LF）≪関東広域圏ローカル≫
- 文化放送（QR）≪NRN…STVラジオ・東海ラジオ（SF）・朝日放送（ABC）≫
- RKB毎日放送≪福岡県ローカル≫
- 九州朝日放送（KBC）≪福岡県ローカル≫

第4戦（11月1日）
- NHKラジオ第1≪全国放送≫
- TBSラジオ≪JRN…CBCラジオ・毎日放送（MBS）・中国放送（RCC）≫
- ニッポン放送（LF）≪NRN…STVラジオ・東海ラジオ（SF）・朝日放送（ABC）他≫
- 文化放送（QR）≪関東広域圏ローカル≫
- RKB毎日放送≪福岡県ローカル≫
- 九州朝日放送（KBC）≪福岡県ローカル≫

第5戦（11月2日）
- NHKラジオ第1≪全国放送≫
- TBSラジオ≪JRN…CBCラジオ・毎日放送（MBS）・中国放送（RCC）≫
- ニッポン放送（LF）≪関東広域圏ローカル≫
- 文化放送（QR）≪NRN…STVラジオ・東海ラジオ（SF）・朝日放送（ABC）他≫
- RKB毎日放送≪福岡県ローカル≫
- 九州朝日放送（KBC）≪福岡県ローカル≫

第6戦（11月4日）
- NHKラジオ第1≪全国放送≫
- RKB毎日放送≪JRN…TBSラジオ・CBCラジオ・朝日放送（ABC）他≫
- 九州朝日放送（KBC）≪NRN…STVラジオ・東海ラジオ（SF）・毎日放送（MBS）≫
- ニッポン放送（LF）≪関東広域圏ローカル≫
- 文化放送（QR）≪関東広域圏ローカル≫

※第7戦が開催された場合は以下の放送予定であった。
- NHKラジオ第1≪全国放送≫
- RKB毎日放送≪JRN…TBSラジオ・CBCラジオ・朝日放送（ABC）他≫
- 九州朝日放送（KBC）≪NRN…文化放送（QR）・STVラジオ・東海ラジオ（SF）・毎日放送（MBS）≫
- ニッポン放送（LF）≪関東広域圏ローカル≫

### ネット配信
第6戦
- AbemaTV スポーツチャンネル